# Yongnuo
Yongnuo és la marca internacional del fabricant d' equips fotogràfics Shenzhen Yong Nuo Photographic Equipment, de Shenzhen, Xina. Fabrica objectius de càmera, teleconvertidors, flaix, cables i altres equips fotogràfics. Fa lents autofocus compatibles per a càmeres DSLR Canon i Nikon.
A partir de novembre de 2018, Yongnuo desenvolupa una càmera de lents intercanviables mirrorless basada en telèfons intel·ligents Android amb connectivitat 4G i que suporta lents Canon EF.
La majoria de les lents tenen dues versions, per a muntura Canon EF o Nikon F.
Fabrica els objectius YN 100mm f 2.0, YN 85mm f 1.8, YN 50mm f 1.8. YN 50mm f 1.8 II, YN 50mm f 1.4, YN 50mm f 1.4 E II YN 40mm f 2.8, YN 35mm f 2.0, YN 35mm f / 1.4C DF UWM i YN 14mm f 2.8.
També fabrica diversos equips de flaix, incloent versions per a ús macro i amb comandament a distància òptic i de ràdio, capaç d'utilitzar el mestre i l'esclau. També es fabriquen llums LED pel seu ús en vídeo.